# Carbono no solo

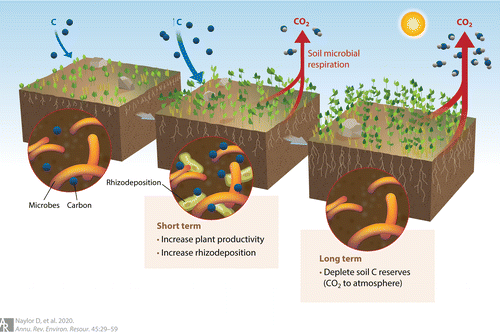
Impacto do CO_{2} elevado nas reservas de carbono do solo

Carbono no solo é o carbono sólido armazenado nos solos. Isso inclui tanto a matéria orgânica do solo quanto o carbono inorgânico na forma de minerais carbonatados. É essencial para a capacidade dos solos nos ecossistema. O carbono no solo atua como um sumidouro de carbono em relação ao ciclo global do carbono, desempenhando um papel na biogeoquímica, na mitigação das mudanças climáticas e na construção de modelos climáticos globais. Microrganismos desempenham um papel importante na decomposição do carbono no solo. Alterações em sua atividade devido ao aumento das temperaturas podem influenciar e até contribuir para as mudanças climáticas. Atividades humanas causaram uma perda massiva de carbono orgânico do solo. Por exemplo, incêndios antropogênicos destroem a camada superior do solo, expondo-o à oxidação excessiva.

## Visão geral
O carbono no solo está presente em duas formas: inorgânico e orgânico. O carbono inorgânico do solo consiste em formas minerais de carbono, provenientes do intemperismo do material de origem ou da reação de minerais do solo com o CO2 atmosférico. Minerais carbonatados são a forma dominante de carbono no solo em climas desérticos. O carbono orgânico do solo está presente como matéria orgânica do solo. Inclui carbono relativamente disponível, como resíduos frescos de plantas, e carbono relativamente inerte em materiais derivados de resíduos vegetais: húmus e carvão. O carbono no solo é crítico para organismos terrestres e é um dos pools de carbono mais importantes, com a maior parte do carbono armazenada em florestas. Fatores bióticos incluem a assimilação fotossintética de carbono fixado, a decomposição de biomassa e as atividades de comunidades diversas de organismos do solo. Clima, dinâmica da paisagem, incêndios e mineralogia são alguns dos fatores abióticos importantes. Fatores antropogênicos têm alterado cada vez mais as distribuições de carbono no solo. Fixação industrial de nitrogênio, práticas agrícolas e uso do solo e outras práticas de manejo são algumas atividades antropogênicas que alteraram o carbono no solo.

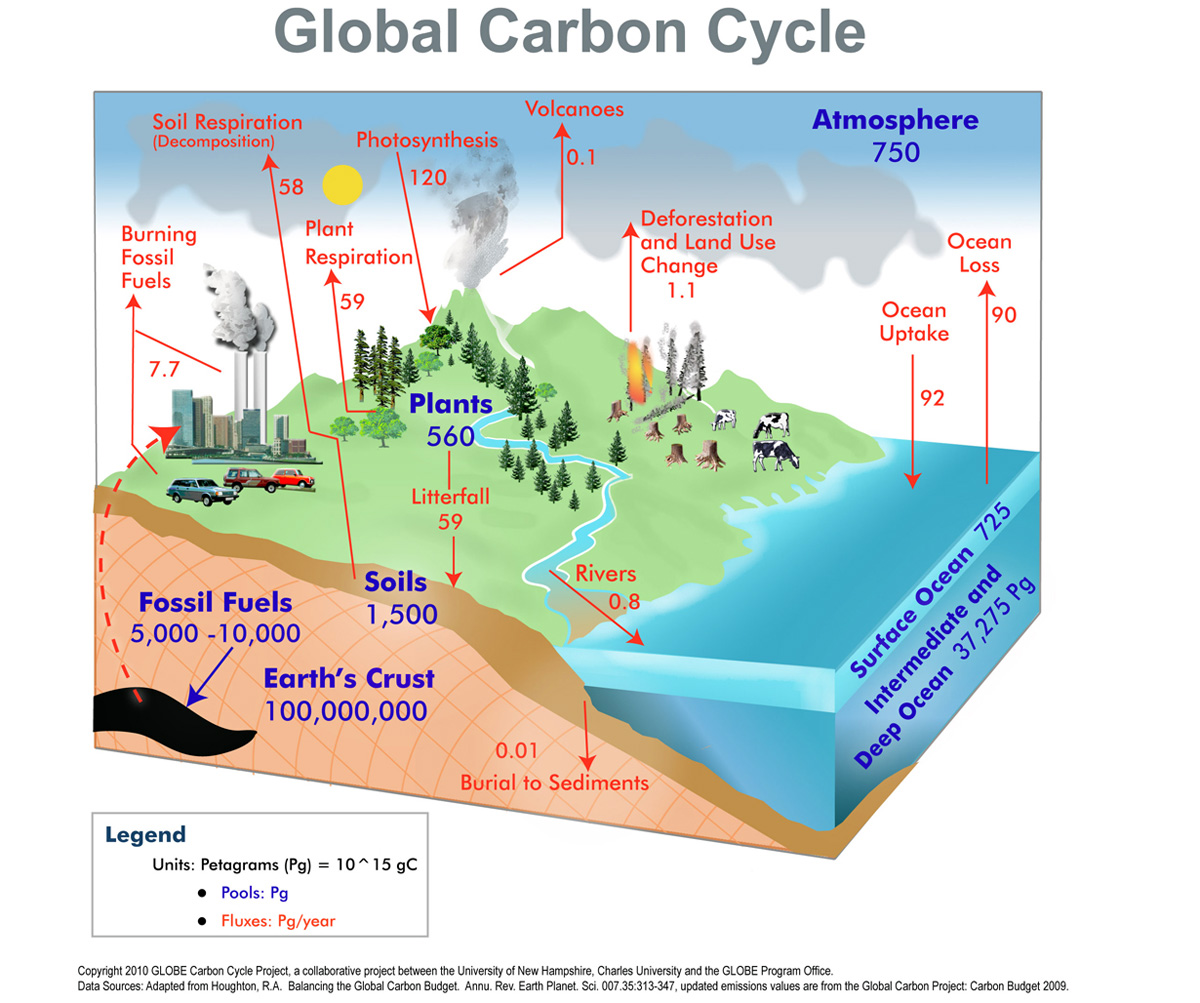
Ciclo global do carbono

## Ciclo global do carbono
A distribuição e o acúmulo de carbono no solo resultam de processos complexos e dinâmicos influenciados por fatores bióticos, abióticos e antropogênicos. Embora as quantidades exatas sejam difíceis de medir, o carbono no solo foi perdido devido a mudanças no uso do solo, desmatamento e práticas agrícolas. Embora muitos fatores ambientais afetem o carbono total armazenado em ecossistemas terrestres, em geral, a produção primária e a decomposição são os principais impulsionadores no equilíbrio da quantidade total de carbono armazenado em terra. O CO2 atmosférico é absorvido por organismos fotossintetizantes e armazenado como matéria orgânica em ecossistemas terrestres.
Embora as quantidades exatas sejam difíceis de medir, as atividades humanas causaram perdas substanciais de carbono orgânico do solo. Dos 2.700 Gt de carbono armazenados nos solos em todo o mundo, 1.550 GtC são orgânicos e 950 GtC são inorgânicos, o que é aproximadamente três vezes maior que o carbono atmosférico atual e 240 vezes maior em comparação com a emissão anual atual de combustíveis fósseis. O equilíbrio do carbono no solo é mantido em turfeiras e áreas úmidas (150 GtC) e em serapilheira vegetal na superfície do solo (50 GtC). Isso se compara a 780 GtC na atmosfera e 600 GtC em todos os organismos vivos. O pool oceânico de carbono representa 38.200 GtC.
Cerca de 60 GtC/ano se acumulam no solo. Esses 60 GtC/ano são o saldo de 120 GtC/ano fixados da atmosfera por fotossíntese de plantas terrestres, reduzidos por 60 GtC/ano de respiração celular das plantas. Um equivalente de 60 GtC/ano é respirado do solo, juntando-se aos 60 GtC/ano de respiração das plantas para retornar à atmosfera.

### Impactos das mudanças climáticas no solo
As mudanças climáticas são um fator principal na formação do solo, bem como no desenvolvimento de suas propriedades químicas e físicas. Portanto, alterações no clima impactarão o solo de várias maneiras que ainda não são totalmente compreendidas, mas mudanças na fertilidade, salinidade, umidade, temperatura, carbono orgânico do solo, sequestro, agregação, entre outros, são previstas. Em 1996, o Intervalo Hídrico Ótimo (IHO) foi criado para quantificar as mudanças físicas no solo. Esse indicador mede mudanças na capacidade de água disponível, estrutura do solo, porosidade preenchida por ar, resistência do solo e taxa de difusão de oxigênio. Alterações no IHO são conhecidas por alterar ecossistemas, mas em diferentes capacidades em cada região. Por exemplo, em regiões polares, onde as temperaturas são mais suscetíveis a mudanças drásticas, o derretimento do permafrost pode expor mais terras, levando a taxas mais altas de crescimento de plantas e, eventualmente, maior absorção de carbono. Em contrapartida, ambientes tropicais experimentam uma piora na qualidade do solo porque os níveis de agregação do solo diminuem com temperaturas mais altas.
O solo também tem capacidades de sequestro de carbono, onde o dióxido de carbono é fixado no solo por absorção pelas plantas. Isso representa a maior parte da matéria orgânica do solo no solo e cria um grande pool de armazenamento (cerca de 1.500 Pg) para carbono nos primeiros metros do solo, sendo que 20-40% desse carbono orgânico tem uma vida de residência superior a 100 anos.

## Carbono orgânico

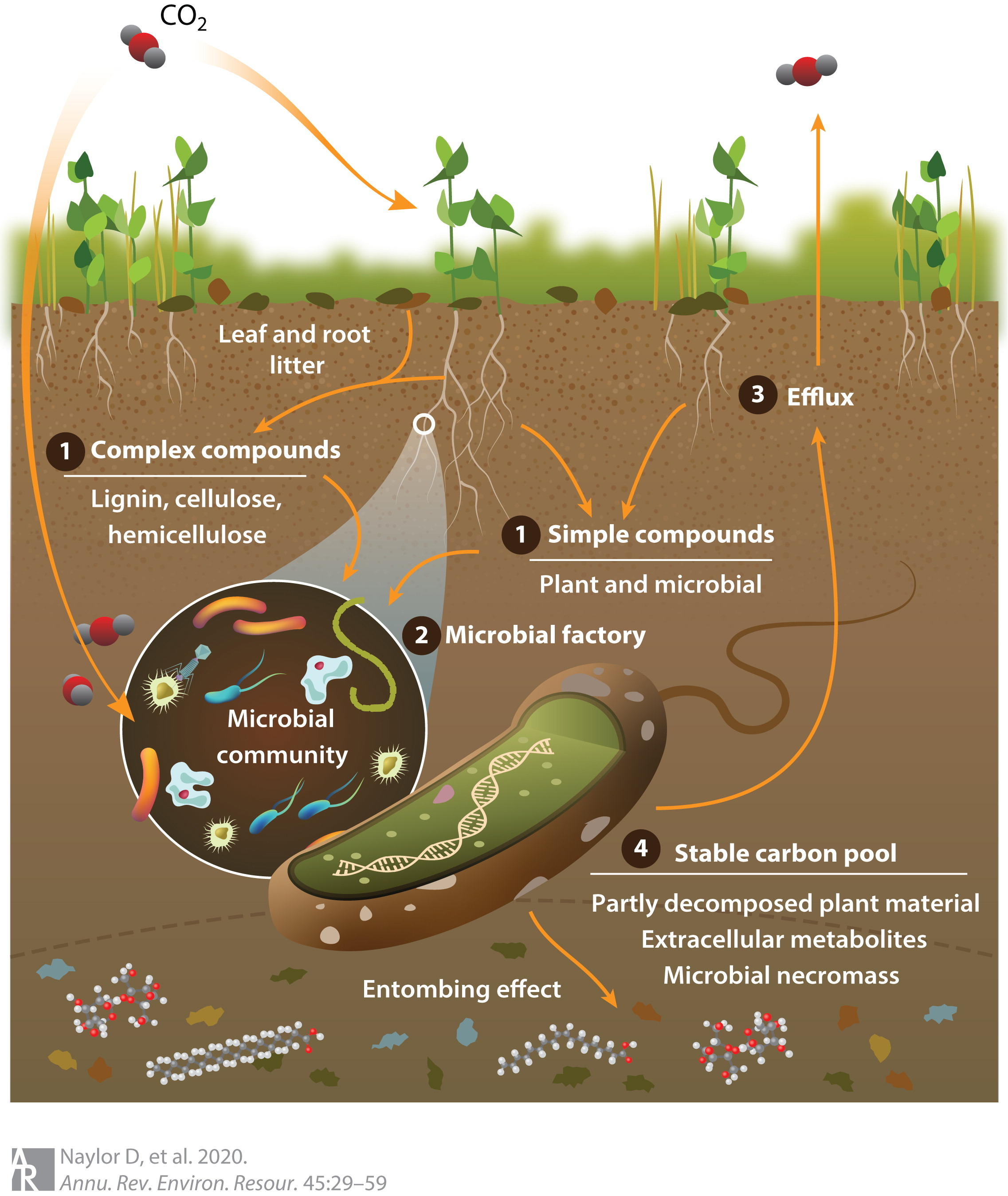
Ciclo do carbono no solo pelo ciclo microbiano O dióxido de carbono na atmosfera é fixado por plantas (ou microrganismos autotróficos) e adicionado ao solo por processos como (1) exsudação radicular de compostos de carbono simples de baixo peso molecular ou deposição de serapilheira de folhas e raízes, levando ao acúmulo de polissacarídeos vegetais complexos. (2) Por meio desses processos, o carbono torna-se biodisponível para a "fábrica" metabólica microbiana e, subsequentemente, é (3) respirado para a atmosfera ou (4) entra no pool de carbono estável como necromassa microbiana. O equilíbrio exato entre a emissão de carbono e a persistência é função de vários fatores, incluindo a composição da comunidade vegetal acima do solo e perfis de exsudatos radiculares, variáveis ambientais e fenótipos microbianos coletivos (ou seja, o metafenoma).

O carbono orgânico do solo é dividido entre a biota viva do solo e o material biótico morto derivado da biomassa. Juntos, esses compreendem a teia alimentar do solo, com o componente vivo sustentado pelo componente de material biótico. A biota do solo inclui minhocas, nematoides, protozoários, fungos, bactérias e diferentes artrópodes.
Detritos resultantes da senescência vegetal são a principal fonte de carbono orgânico do solo. Materiais vegetais, com paredes celulares ricas em celulose e lignina, são decompostos, e o carbono não respirado é retido como húmus. Celulose e amidos degradam-se facilmente, resultando em tempos de residência curtos. Formas mais persistentes de carbono orgânico incluem lignina, húmus, matéria orgânica encapsulada em agregados do solo e carvão. Esses resistem à alteração e têm longos tempos de residência.
O carbono orgânico do solo tende a se concentrar na camada superficial do solo. A camada superficial varia de 0,5% a 3,0% de carbono orgânico para a maioria dos solos de terras altas. Solos com menos de 0,5% de carbono orgânico são geralmente limitados a áreas desérticas. Solos contendo mais de 12–18% de carbono orgânico são geralmente classificados como solos orgânicos. Altos níveis de carbono orgânico desenvolvem-se em solos que suportam ecologia de áreas úmidas, deposição de sedimentos, ecologia de incêndios e atividade humana.
Formas de carbono derivadas de incêndios estão presentes na maioria dos solos como carvão não intemperizado e carbono preto intemperizado. O carbono orgânico do solo é tipicamente 5–50% derivado de carvão, com níveis acima de 50% encontrados em solos do tipo molisol, chernozem e terra preta.
Exsudatos radiculares são outra fonte de carbono no solo. 5–20% do carbono total da planta fixado durante a fotossíntese é fornecido como exsudatos radiculares em apoio à biota mutualística rizosférica. As populações microbianas são geralmente mais altas na rizosfera do que no solo adjacente.

### COS e outras propriedades do solo
As concentrações de carbono orgânico do solo (COS) em solos arenosos influenciam a densidade aparente do solo, que diminui com o aumento do COS. A densidade aparente é importante para calcular os estoques de COS, e maiores concentrações de COS aumentam os estoques de COS, mas o efeito é parcialmente reduzido pela diminuição da densidade aparente. O carbono orgânico do solo aumenta a capacidade de troca catiônica (CTC), uma medida da fertilidade do solo, em solos arenosos. O COS foi maior em solos arenosos com pH mais alto. foi constatado que até 76% da variação na CTC foi causada pelo COS, e até 95% da variação na CTC foi atribuída ao COS e ao pH. A matéria orgânica do solo e a área de superfície específica demonstraram ser responsáveis por 97% da variação na CTC, enquanto o teor de argila responde por 58%. O carbono orgânico do solo aumentou com o aumento do teor de silte e argila. As frações de tamanho silte e argila têm a capacidade de proteger o COS em agregados do solo. Quando a matéria orgânica se decompõe, ela se liga ao silte e à argila, formando agregados. O carbono orgânico do solo é maior nas frações de tamanho silte e argila do que nas frações de tamanho areia, sendo geralmente mais alto nas frações de tamanho argila.

### Saúde do solo
O carbono orgânico é vital para a capacidade do solo de fornecer serviços ecossistêmicos edáficos. A condição dessa capacidade é chamada de saúde do solo, um termo que comunica o valor de entender o solo como um sistema vivo, em oposição a um componente abiótico. Referências específicas relacionadas ao carbono usadas para avaliar a saúde do solo incluem a liberação de CO2, níveis de húmus e atividade metabólica microbiana.

### Perdas
A troca de carbono entre os solos e a atmosfera é uma parte significativa do ciclo global do carbono. O carbono, em relação à matéria orgânica dos solos, é um componente importante da saúde do solo e da bacia hidrográfica. Vários fatores afetam a variação existente na matéria orgânica do solo e no carbono no solo; o mais significativo, nos tempos contemporâneos, tem sido a influência dos humanos e dos sistemas agrícolas.
Embora as quantidades exatas sejam difíceis de medir, as atividades humanas causaram perdas massivas de carbono orgânico do solo.

### Manejo do carbono no solo
Variações naturais no carbono no solo ocorrem como resultado do clima, organismos, material parental, tempo e relevo. A maior influência contemporânea tem sido a dos humanos; por exemplo, o carbono em solos agrícolas australianos pode historicamente ter sido o dobro do intervalo atual, que é tipicamente de 1,6–4,6%.
Há muito tempo tem sido incentivado que os agricultores ajustem as práticas para manter ou aumentar o componente orgânico no solo. Por um lado, práticas que aceleram a oxidação do carbono (como a queima de restolho ou o cultivo excessivo) são desencorajadas; por outro lado, a incorporação de material orgânico (como na adubação) tem sido incentivada. Aumentar o carbono no solo não é uma tarefa simples; é complicado pela atividade relativa da biota do solo, que pode consumir e liberar carbono e é tornada mais ativa pela adição de fertilizantes nitrogenados.

#### Dados disponíveis sobre carbono orgânico do solo

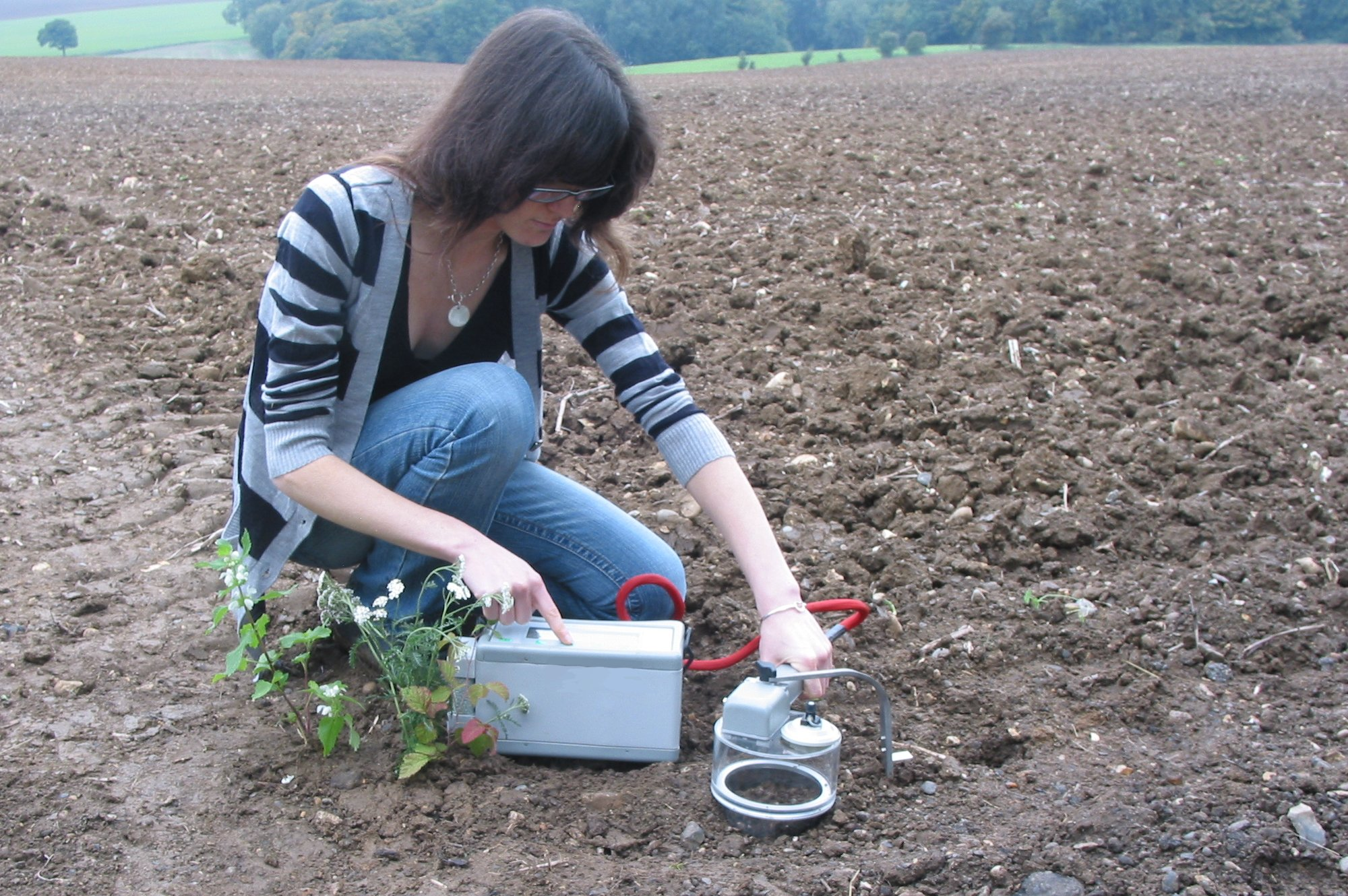
Um sistema portátil de respiração do solo medindo o fluxo de CO2 do solo

##### Europa
Os dados mais homogêneos e abrangentes sobre o conteúdo de carbono orgânico/matéria dos solos europeus permanecem aqueles que podem ser extraídos e/ou derivados do Banco de Dados Europeu do Solo (ESDB) em combinação com bancos de dados associados sobre cobertura do solo, clima e topografia. Os dados modelados referem-se ao conteúdo de carbono (%) no horizonte superficial dos solos na Europa. Em um inventário de conjuntos de dados nacionais disponíveis, sete estados-membros da União Europeia possuem conjuntos de dados disponíveis sobre carbono orgânico. No artigo "Estimating soil organic carbon in Europe based on data collected through a European network" é realizada uma comparação de dados nacionais com dados modelados. Os dados de carbono orgânico do solo LUCAS (Land Use and Coverage Area frame Survey) são pontos de pesquisa medidos, e os resultados agregados em nível regional mostram descobertas importantes. Finalmente, um novo modelo proposto para estimativa de carbono orgânico do solo em solos agrícolas estimou o estoque atual de COS superficial de 17,63 Gt em solos agrícolas da UE. Essa estrutura de modelagem foi atualizada pela integração do componente de erosão do solo para estimar os fluxos laterais de carbono. Atualmente, o projeto EU-ORCaSA está desenvolvendo uma estrutura multi-ecossistêmica para medição, relatório e verificação de mudanças no carbono orgânico do solo para apoiar a formulação de políticas.

#### Manejo para a saúde da bacia hidrográfica
Grande parte da literatura contemporânea sobre carbono no solo está relacionada ao seu papel, ou potencial, como um sumidouro de carbono atmosférico para compensar as mudanças climáticas. Apesar dessa ênfase, uma gama muito mais ampla de aspectos da saúde do solo e da bacia hidrográfica é melhorada à medida que o carbono no solo é aumentado. Esses benefícios são difíceis de quantificar, devido à complexidade dos sistemas de recursos naturais e à interpretação do que constitui a saúde do solo; no entanto, vários benefícios são propostos nos seguintes pontos:
- Redução da erosão e sedimentação: maior estabilidade dos agregados do solo significa maior resistência à erosão; o movimento de massa é menos provável quando os solos conseguem manter a força estrutural sob níveis de umidade mais altos.
- Maior produtividade: solos mais saudáveis e produtivos podem contribuir para circunstâncias socioeconômicas positivas.
- Vias fluviais mais limpas, nutrientes e turbidez: nutrientes e sedimentos tendem a ser retidos pelo solo em vez de lixiviar ou serem lavados, sendo assim mantidos fora das vias fluviais.
- Balanço hídrico: maior capacidade de retenção de água do solo reduz o escoamento superficial e a recarga para águas subterrâneas; a água economizada e retida pelo solo permanece disponível para uso pelas plantas.
- Mudanças climáticas: os solos têm a capacidade de reter carbono que, de outra forma, poderia existir como CO2 atmosférico e contribuir para o aquecimento global.
- Maior biodiversidade: a matéria orgânica do solo contribui para a saúde da biota do solo e, consequentemente, para as conexões naturais com a biodiversidade na biosfera maior.

### Solos florestais
Os solos florestais constituem um grande pool de carbono. Atividades antropogênicas, como o desmatamento, causam liberações de carbono desse pool, o que pode aumentar significativamente a concentração de gases de efeito estufa (GEE) na atmosfera. Sob a Convenção-Quadro das Nações Unidas sobre a Mudança do Clima (UNFCCC), os países devem estimar e relatar emissões e remoções de GEE, incluindo mudanças nos estoques de carbono em todos os cinco pools (biomassa acima e abaixo do solo, madeira morta, serapilheira e carbono no solo) e emissões e remoções associadas de atividades de uso da terra, mudança no uso da terra e silvicultura, de acordo com as diretrizes de boas práticas do Painel Intergovernamental sobre Mudanças Climáticas. O desmatamento tropical representa quase 25% das emissões antropogênicas totais de GEE em todo o mundo. O desmatamento, a degradação florestal e as mudanças nas práticas de manejo da terra podem causar liberações de carbono no solo para a atmosfera. Por essas razões, estimativas confiáveis do estoque de carbono orgânico do solo e das mudanças nos estoques são necessárias para a redução de emissões por desmatamento e degradação florestal e relatórios de GEE sob a UNFCCC.
O governo da Tanzânia, juntamente com a Organização das Nações Unidas para Alimentação e Agricultura e o apoio financeiro do governo da Finlândia, implementou um programa de monitoramento de carbono no solo florestal para estimar o estoque de carbono no solo, usando métodos baseados em levantamentos e modelagem.
A África Ocidental experimentou uma perda significativa de florestas que contêm altos níveis de carbono orgânico do solo. Isso se deve principalmente à expansão da agricultura de pequena escala, não mecanizada, usando queima como forma de limpeza de terras.